# Пониква (курорт)
Вижте пояснителната страница за други значения на Пониква.
Пониква (на македонска литературна норма: Пониква) е курорт в община Кочани, Северна Македония. 

## Местоположение
Пониква е разположена е в Осоговската планина, на 1560 m надморска височина, в местност с букови гори и разнообразна растителност. Намира се на 20 км северно от град Кочани.

## История
В края на XIX век Пониква е чисто арумънско село в Кочанската каза на Османската империя. Според статистиката на Васил Кънчов („Македония. Етнография и статистика“) от 1900 година Пониква има 320 жители власи.
В курорта има новоизградена църква „Свети Василий Велики“. На деня на освещаването ѝ, 31 август, се прави курбан.
Курортът разполага с два ски-лифта, няколко заведения за обществено хранене, мотели, частни квартири, къмпинги и бунгала, почивни станции, сервиз и услуги за ски оборудване.
В околността има много туристически пътеки. В близост до курорта има дивечов резерват, където се предлага лов на елени, елени лопатари, муфлони, диви свине и др.